# Сурдуку Маре (Караш-Северин)
Сурдуку Маре (рум. Surducu Mare) насеље је у Румунији у округу Караш-Северин у општини Форотик. Oпштина се налази на надморској висини од 188 m.

## Прошлост
Аустријски царски ревизор Ерлер је 1774. године констатовао да место "Сурдок" припада Карашовском округу, Вршачког дистрикта. Становништво је било претежно влашко.
Када је 1797. године пописан православни клир у месту Сурдуку су била два свештеника. Парохија је припадала Фачетском протопрезвирату, Крашовска жупанија. Пароси, поп Дамаскин Поповић (рукоп. 1789) и поп Тома Поповић капелан (1797) иако би се рекло да су Срби, они знају само влашки језик.

## Становништво
Према подацима из 2002. године у насељу је живело 507 становника.

### Попис2002.
| Расподела становништва по националности 2002.‍ | Расподела становништва по националности 2002.‍ | Расподела становништва по националности 2002.‍ | Расподела становништва по националности 2002.‍ | Расподела становништва по националности 2002.‍ |
| --------------------------------------------- | --------------------------------------------- | --------------------------------------------- | --------------------------------------------- | --------------------------------------------- |
|                                               |                                               |                                               |                                               |                                               |
| Румуни                                        | Румуни                                        |                                               | 496                                           | 98,8%                                         |
| Немци                                         | Немци                                         |                                               | 6                                             | 1,2%                                          |